# Marek Sołtys
Marek Sołtys (ur. 1 stycznia 1966, zm. w Stanach Zjednoczonych) – polski koszykarz występujący na pozycji rzucającego obrońcy.

## Życiorys
W latach 1984–1986 był zawodnikiem Śląska Wrocław. Następnie, do 1991 grał w Pogoni Prudnik. Grając w Pogoni wystąpił w 106 meczach, zdobywając równo 1000 punktów (średnia 9,4 pkt). Następnie przeszedł do Stali Ostrów Wielkopolski. W całej karierze rozegrał 152 mecze, zdobywając 1252 pkt. Wyjechał do Stanów Zjednoczonych, gdzie zmarł.

## Przebieg kariery
- 1984–1986: Śląsk Wrocław
- 1986–1991: Pogoń Prudnik
- 1991–1992: Stal Ostrów Wielkopolski